# 고창 용산리 분청사기 요지
고창 용산리 분청사기 요지(高敞 龍山里 粉靑沙器 窯址)는 대한민국 전북특별자치도 고창군 부안면 용산리에 있는 조선시대의 요지이다. 2002년 8월 2일 전라북도의 기념물 제115호로 지정되었다.

## 개요
요지는 자기나 기와, 그릇들을 만들어 굽던 가마터를 말한다. 용산리 분청사기요지는 2001년 5월―2002년 2월까지 호남문화재연구원의 발굴조사 결과 모두 4기가 확인되었다.
4기 중 가장 북쪽에 자리하고 있는 4호는 상당부분 유실된 상태였으나 나머지 3기는 비교적 양호한 상태로 확인되었다.
1호 가마는 전체길이 2450cm 내외로서 일부분이 유실되었을 뿐 아궁이와 소성실(燒成室), 굴뚝부가 완전한 형태로 남아 있으며, 특히 천장부는 약 3m 정도가 남아 있다. 소성실은 5칸으로 이루어져 있는데 폭은 150―160cm 내외이며 약 4m의 간격으로 불창기둥과 불턱을 축조하여 계단상을 이루고 있다. 천장부는 두께 25―30cm 내외이고 바닥면에서 70cm 정도 높이로 축조되었다.
2호 가마는 바닥면과 벽체의 일부가 남아 있는데 유구는 크게 2차례 정도의 보수가 이루어진 것으로 판단된다. 전체길이는 2260cm 내외이며 소성실의 폭은 120―130cm 정도이다.
3호 가마는 소성실의 대부분이 파괴되었으나 굴뚝부는 양호한 상태로 남아 있고 봉통부와 아궁이는 흔적만 확인되었다. 전체길이는 1040cm 내외이며 소성실 폭은 110cm 정도이다.
전라북도에서 발굴조사가 이루어진 최초의 분청사기 가마로, 가마의 천장부가 남아 있는 점과 계단상의 소성실이 사용된 점 등은 매우 귀중한 자료로 평가된다. 또한 출토유물에 있어서 흑유가 다량으로 보이고 있으며 조선전기 분청사기·백자·흑유자기의 양상을 살필 수 있는 중요한 자료라고 할 수 있다.

## 참고 자료
- 고창용산리분청사기요지 - 국가유산청 국가유산포털